# Fionn Whitehead
Fionn Whitehead (Londra, 18 luglio 1997) è un attore britannico.

## Biografia
Originario di Londra, Fionn Whitehead è cresciuto a Richmond, nel Surrey, figlio di Linda e Tim Whitehead, un musicista jazz. È stato chiamato come il mitico cacciatore-guerriero della mitologia irlandese Fionn mac Cumhaill. Nel corso della sua giovinezza ha avuto diverse aspirazioni, tra cui la chitarra, il rugby e la break dance. Ha iniziato a recitare nell'Orange Tree Theatre a 13 anni, e successivamente ha frequentato il Richmond College ed è entrato nel corso estivo del National Youth Theatre. Dal 2015, senza abbandonare la recitazione, ha lavorato in un coffee shop a Waterloo, nella Central London.
Dopo gli esordi in televisione nel 2016, è stato scelto per essere il protagonista del film di Christopher Nolan Dunkirk, distribuito nelle sale mondiali nell'estate del 2017. Il regista ha affermato di essere stato impressionato da Whitehead già dalla prima volta che lo ha visto recitare. Descrivendo la sua performance ha affermato: "C'è una naturalezza e una genuinità del modo in cui Fionn recita che è straordinaria [...], ha una presenza molto carismatica. Mi ricorda un giovane Tom Courtenay".
Successivamente ha preso parte all'adattamento cinematografico de La ballata di Adam Henry di Ian McEwan, The Children Act - Il verdetto dove interpreta appunto Adam Henry, un ragazzo malato terminale che rifiuta una trasfusione di sangue per via del suo credo e per questo il suo caso arriverà nelle mani del giudice Fiona Maye. La sua interpretazione gli ha valso la seconda nomination agli ALFS Award (la prima l'aveva ricevuta per Dunkirk)

## Filmografia

### Cinema
- Dunkirk, regia di Christopher Nolan (2017)
- The Children Act - Il verdetto (The Children Act), regia di Richard Eyre (2017)
- Roads, regia di Sebastian Schipper (2019)
- Il ritratto del duca (The Duke), regia di Roger Michell (2020)
- Voyagers, regia di Neil Burger (2021)
- Emily, regia di Frances O'Connor (2022)

### Televisione
- HIM - miniserie TV, puntate 1-2-3 (2016)
- Queers - miniserie TV, puntata 2 (2017)
- Black Mirror: Bandersnatch, regia di David Slade (2018)
- Grandi speranze (Great Expectations) – miniserie TV, 6 puntate (2023)

## Doppiatori italiani
Nelle versioni in italiano delle opere in cui ha recitato, Fionn Whitehead è stato doppiato da:
- Manuel Meli in Dunkirk, The Children Act - Il verdetto, Il ritratto del duca, Voyagers, Emily
- Federico Campaiola in Black Mirror: Bandersnatch, Grandi speranze

## Riconoscimenti

### Nomination
- London Critics Circle Film Awards
  - Young British/Irish Performer of the Year 2018 (Dunkirk)
  - Young British/Irish Performer of the Year 2019 (The Children Act – Il verdetto)[9]
- Empire Awards
  - Best Male Newcomer 2018 (Dunkirk)